# Kristina Gadschiew
Kristina Gadschiew (née le 3 juillet 1984 à Vassilyevka, en URSS) est une athlète allemande spécialiste du saut à la perche.

## Carrière
Elle remporte la médaille de bronze de l'Euro en salle de 2011 avec 4,65 m, à un centimètre de son record personnel.
Durant sa carrière, elle atteint trois finales mondiales en plein air (2009 - 11 et 13) et deux en salle (2010 - 12).
Blessée en 2014 à la suite d'une rupture du tendon d'achille, elle fait un brève retour non concluant en salle en 2015 (4,15 m) puis en plein air en 2016 (4,20 m). Elle met un terme après la réunion de perche de Jockgrim en juillet 2016 où elle franchit 4,03 m.

## Palmarès
| Date | Compétition                    | Lieu     | Résultat | Marque |
| ---- | ------------------------------ | -------- | -------- | ------ |
| 2007 | Universiade                    | Bangkok  | 2e       | 4,40 m |
| 2009 | Championnats d'Europe en salle | Turin    | 5e       | 4,35 m |
| 2009 | Universiade                    | Belgrade | 3e       | 4,50 m |
| 2009 | Championnats du monde          | Berlin   | 10e      | 4,40 m |
| 2010 | Championnats du monde en salle | Doha     | 7e       | 4,40 m |
| 2011 | Championnats d'Europe en salle | Paris    | 3e       | 4,65 m |
| 2011 | Championnats du monde          | Daegu    | 10e      | 4,55 m |
| 2010 | Championnats du monde en salle | Istanbul | 12e      | 4,30 m |
| 2013 | Championnats d'Europe en salle | Göteborg | 7e       | 4,37 m |
| 2013 | Championnats du monde          | Moscou   | 10e      | 4,45 m |

## Records
| Épreuve          | Épreuve   | Performance | Lieu     | Date             |
| ---------------- | --------- | ----------- | -------- | ---------------- |
| Saut à la perche | Plein air | 4,61 m      | Rovereto | 3 septembre 2013 |
| Saut à la perche | En salle  | 4,66 m      | Potsdam  | 18 février 2011  |